# Françoise de Châlus

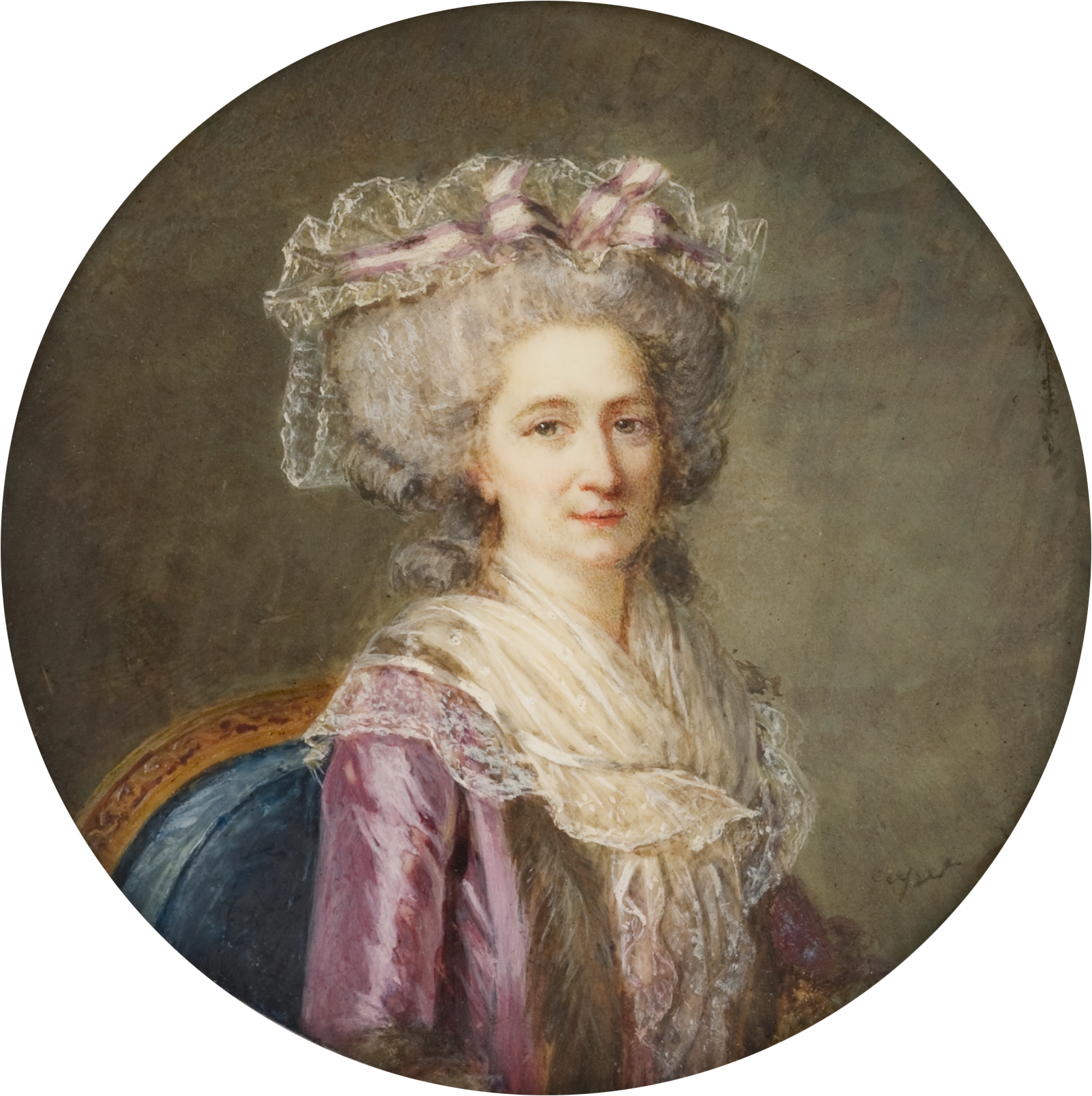
Françoise de Châlus

Françoise de Châlus, ab 1780 Herzogin von Narbonne-Lara (* 1734; † 1821) war eine Tochter von Gabriel de Châlus, seigneur de Sansac. 
1749 wurde sie mit Jean-François de Narbonne-Lara verheiratet, der 1780 zum Herzog von Narbonne-Lara erhoben wurde. Sie war eine der Hofdamen der Prinzessin Marie Adélaïde (1732–1800), Tochter des französischen Königs Ludwig XV. und dessen Frau Maria Leszczyńska. Der König wurde auf sie aufmerksam und machte sie zu seiner Mätresse. Während ihrer Beziehung mit dem König brachte sie zwei Kinder zur Welt: Philippe, Herzog von Narbonne-Lara (1750–1834), und Louis, Graf von Narbonne-Lara (1755–1813), von denen angenommen werden kann, dass Ludwig XV. ihr Vater war. 